# Honczariwka (obwód iwanofrankiwski)
Honczariwka (ukr. Гончарівка), Gończarówka, do 1946 Słobódka pod Tłumaczem, Słobódka ad Tłumacz – wieś na Ukrainie w rejonie tłumackim obwodu iwanofrankiwskiego.
W II Rzeczypospolitej osada położona w gminie Tłumacz, w powiecie tłumackim województwa stanisławowskiego.